# Ivania cremnophila
Ivania cremnophila är en korsblommig växtart som först beskrevs av Ivan Murray Johnston, och fick sitt nu gällande namn av Otto Eugen Schulz. Ivania cremnophila ingår i släktet Ivania och familjen korsblommiga växter. Inga underarter finns listade i Catalogue of Life.